# جولیانو نوستینی
جولیانو نوستینی (انگلیسی: Giuliano Nostini; ۳ اکتبر ۱۹۱۲ – ۱۶ اوت ۱۹۸۳) ورزشکار شمشیربازی اهل ایتالیا بود.
وی در مسابقات کشوری و بین‌المللی در مجموع برندهٔ ۱ مدال نقره شده‌است.